# AAA (Duits automerk)
De AG für Akkumulatoren & Automobilbau (AAA) was een Berlijns automerk. Het maakte voornamelijk elektrisch aangedreven auto's. Het merk maakte als eerste in Duitsland een vierwiel-aangedreven auto.
Het bedrijf werd in 1919 opgericht door Alex Fischer. Ondertussen was dezelfde Alex Fischer bezig met het merk AlFi die 4-cilinder auto's maakte. Vanaf 1922 werden de AAA auto's ook onder de merknaam Elektro verkocht.
Het merk AAA werd opgegeven in 1925. In 1927 ging Fischer volledig verder met Alfi.